# Ivor Guest
Ivor Forbes Guest est un écrivain et historien de la danse britannique né à Chislehurst le 14 avril 1920 et mort à Londres le 30 mars 2018.

## Biographie
Après des études de droit au Trinity College de Cambridge, il s'intéresse à l'exil forcé de Napoléon III, de l'impératrice Eugénie et de leur fils unique dans la ville de Chislehurst et publie une étude sur le sujet : Napoleon III in England (1952). Ses recherches le mènent à approfondir l'histoire du ballet romantique et de la danse classique au XIXe siècle, tant en Angleterre qu'à Paris.
Historien de la danse de renommée internationale, il écrit également les biographies de Fanny Elssler, Fanny Cerrito, Jules Perrot ou Adeline Genée, et publie la correspondance d'Arthur Saint-Léon. Il participe à la mise en place de la Society for Dance Research, dont il est le premier président. Il occupe également le poste de président du comité exécutif de la Royal Academy of Dance de 1969 à 1993. Il est docteur honoris causa de l'Université de Surrey.
Son épouse, Ann Hutchinson, est une spécialiste de la notation Laban.